# Ruta Nacional 152 (Argentina)
La Ruta Nacional 152 es una carretera argentina asfaltada y deteriorada, que se encuentra en el sur de la Provincia de La Pampa, uniendo el km 249 de la Ruta Nacional 35 en el caserío Padre Buodo y la localidad de Casa de Piedra, junto al río Colorado, en el límite con la Provincia de Río Negro. Esta ruta tiene una extensión de 290 km.
Es parte del camino más corto para acceder desde Buenos Aires al Alto Valle del Río Negro y las ciudades de Neuquén y Bariloche.
Esta ruta pasa por el parque nacional Lihué Calel.

## Localidades
Las ciudades y pueblos por los que pasa esta ruta de noreste a sudoeste son los siguientes (los pueblos con menos de 5000 habitantes figuran en itálica).

### Provincia de La Pampa
Recorrido: 290 km (kilómetro 0 a 290).
- Departamento Utracán: General Acha (km 29).
- Departamento Lihuel Calel: No hay poblaciones.
- Departamento Curacó: Puelches (km 181).
- Departamento Puelén: Casa de Piedra (km 290).

## Historia
La antigua traza de la ruta 152 se desviaba de la actual en el km 196 y tomaba rumbo sur por la actual Ruta Nacional 232 hasta Gobernador Duval en un tramo de 75 km y, atravesando el Río Colorado, discurría 40 km por la Provincia de Río Negro hasta el empalme con la Ruta Nacional 22 en Chelforó.
El puente sobre el Río Colorado se inauguró en el año 1943. Previamente, desde fines del siglo XIX, circulaba una balsa.
En 1951 finalizó la obra de pavimentación entre Valle Argentino (actualmente Padre Buodo) y General Acha.
En 1970 el camino estaba pavimentado desde Valle Argentino hasta el paraje El Carancho, en el empalme con la Ruta Provincial 21 (actual Ruta Nacional 143) y en el tramo rionegrino.
En la primera mitad de la década de 1970 se pavimentó el resto de la ruta.
En 1993 la Dirección Provincial de Vialidad de La Pampa le transfirió a la Dirección Nacional de Vialidad la Ruta Provincial 28 que se encontraba en las cercanías del Río Colorado, entre el dique Casa de Piedra y la Ruta Nacional 152. Este camino sin asfaltar era de reciente construcción.
El segundo ente pavimentó dicha ruta en dos tramos: el primero de 54 km comenzando desde Casa de Piedra se ejecutó desde el 18 de octubre de 1993, finalizando el 18 de julio de 1997 y el segundo de 39 km comenzó el 7 de marzo de 1997 terminando el 30 de noviembre de 2000.
El 5 de octubre de 1999 este camino pasó a formar parte de la Ruta Nacional 152, pasando el tramo al sur del empalme entre la nueva traza y la vieja traza a la Provincia de La Pampa cambiando su denominación a Ruta Provincial 106. El tramo correspondiente a la Provincia de Río Negro continuó en la jurisdicción nacional como Ruta Nacional 232.
En el año 2010, la Ruta Provincial 106 se integró a la ruta nacional 232 mediante un convenio entre Vialidad Nacional y Provincial.
La importancia de la ruta radica en ser un nexo para la comunicación entre Buenos Aires e importantes localidades de Neuquén y San Carlos de Bariloche, para acceder a Neuquén y las localidades más hacia el sur.

## Recorrido
Las ciudades y pueblos por los que pasa esta ruta de norte a oeste son los siguientes (los pueblos con menos de 5000 habitantes figuran en itálica).

### Provincia de La Pampa
Recorrido: 109 km (kilómetro 0 a 109).
- Departamento Loventué: (km 109)
- Departamento Utracán: General Acha (km 0).

## Estado de la ruta
La carpeta asfáltica sufría de ondulaciones en la mayor parte de su longitud y unos 10 km comprendidos entre Lihuel Calel y Puelches.Fuente:http://www.rionegro.com.ar/roca/de-roca-a-retiro-con-incomoda-escala-FF351502 Archivado el 19 de mayo de 2016 en Wayback Machine.
Se está realizando obras para recuperar la calzada y restaurar esta importante conexión vial entre la llanura pampeana y la Patagonia.  (enlace roto disponible en Internet Archive; véase el historial, la primera versión y la última).En 2021 se retomaron las obras para reasfaltar y mejorar la ruta nacional abandonadas en 2017, tras 4 años se produjo la reactivación y finalización de contratos adeudados del gobierno anterior para de reconstruir la ruta nacional 152.